# Юстас де Балліол
Юстас де Балліол (або Юстас де Хелікур). 

## Біографія
(помер близько 1209 року) був двоюрідним братом і спадкоємцем Бернарда II де Балліола , лорда Балліола і замку Барнард. Він був лордом Элікура в Пікардії, маєток поруч з головним місцем головної лінії Балліол в Bailleul-en-Vimeu ; після того, як його двоюрідний брат помер бездітним, в 1190 році Юстас де Хелікур прийняв ці маєтки знову одружився. В 1189-1195 роках він залишив маєток Лонг-Ньютон, Дарем, Х'ю дю Пуйсе, єпископу Дарема, а також всі землі, які Бернард де Балліол володів у віллі Ньюхауз. У 1199-1200 роках, будучи спадкоємцем Бернарда де Балліоля, він віддав 60 марок за свій скутаж, з яких він заплатив 10 марок; він також мав 120 фунтів за другий і третій скутажи короля Річарда I, які були передані брифом короля Іоанна. Десь в цей період, в 1199-1205 рр.. , він підтвердив св. Мері, Йорк адвоусони церков Гейнфорда і Стейнтона, Дарема і Стокслі, Йоркшира і їх десятини, які Гай де Балліол раніше дарував їм. У 1200 році він і його син Х'ю передали за заповітом Файна Роберту, абату Йоркському, адвоусонів церкви Гейнфорда, Дарема і каплиць Барнард-Касла, Міддлтона, Дентона, Хоутон-Ле-Сайда і Сноу-Холла (в Гейнфорді), Дарема.
Він і його перша дружина, Петронілла Фітцпайерс, було чотири видатних синів, всі з яких з'явилися в Дарем Лібер біографія: Х'ю, Енгерранд (Інграм або Інгельрам), Бернард, і Генрі, його старший син Х'ю змінив його, у той час як його молодші сини Енгерранд і Генрі здобув заступництво шотландських королів і заснував шотландський кадет філії, засновані на Інверкейлор (Енгерранд) і в спелеологи (Генрі).Син Юстаса Х'ю змінив його приблизно в 1209 році.

## Сім'я і діти
Чоловік Юстас де Балліол та перша дружина Петронілла Фітцпайерс.
- Старший син Х'ю де Балліол син Х'ю де Балліола Джон та онук Іоанн .
- Енгерранд.
- Інграм або Інгельрам.
- Бернард.
- Наймолодший син Генрі.